# Richard Myers (Songwriter)
Richard Myers (* 25. März 1901 in Philadelphia, Pennsylvania; † 21. März 1977 in Périgueux, Frankreich) war ein US-amerikanischer Songwriter, Komponist und Produzent.

## Leben
Richardy Myers schrieb ab 1928 Musik für diverse Broadway-Musicals. Später verlegte er sich auf die Produktion.
Zusammen mit Jack Lawrence komponierte er den Song Hold My Hand für den Soundtrack zu Eine Nacht mit Susanne. Das Lied wurde für einen Oscar als Bester Song nominiert, verlor aber gegen Three Coins in the Fountain aus Drei Münzen im Brunnen.

## Songwriting

### Filme
(in Klammern die Musiktitel)
- 1929: Syncopation (Jericho, Mine Alone)
- 1932: Betty Boop, M.D. (Kurzfilm, Music in My Fingers)
- 1933: Please (Kurzfilm, My Darling)
- 1934: A Modern Hero (Midnight on Main Street)
- 1935: Vitaphone Music Hall (Kurzfilm, I Gotcha Where I Wantcha)
- 1936: Public Enemy’s Wife (My Darling)
- 1954: Eine Nacht mit Susanne (Hold My Hand)

### Broadway-Shows
(Angegeben ist das Jahr der Erstaufführung)
- 1927: Allez-oop
- 1928: Hello Yourself!!!!
- 1929: The Street Singer
- 1930: Garrick Gaieties
- 1931: Here Goes the Bride
- 1932: Earl Carroll’s Vanities
- 1932: Americana
- 1933: Murder at the Vanities
- 1934: Ziegfeld Follies of 1934
- 1934: The Pure in My Heart
- 1957: Ziegfeld Follies of 1957

## Broadway-Produktion
- 1937: Tide Rising
- 1937: Be So Kindly
- 1939: Margin for Error
- 1940: My Dear Children
- 1950: The Devil’s Disciple